# Als die Steine noch Vögel waren
Das Kinder- und Jugendbuch Als die Steine noch Vögel waren von Marjaleena Lembcke erschien 1998. Es spielt im Finnland der 50er Jahre.

## Handlung
Im Zentrum der Geschichte steht Pekka, ein Bruder Leenas, die als zehnjährige Ich-Erzählerin fungiert. Er wird mit verschiedenen Verwachsungen geboren und kommt erst mit zwei Jahren aus dem Krankenhaus in eine große Familie, die von Liebe und Toleranz geprägt ist und in der bereits sechs Kinder zu Hause sind (Tuomo, Oskari, Marjaleena, Sonja, Mummo, Matti). Erst nach einer Weile kann er aufrecht gehen und von einem auf den anderen Moment fängt er an zu sprechen. „Ich liebe Dich“ erweist sich als sein Motto, das er jedem und allem entgegenhält und mit dem er viele Mitmenschen und -schüler irritiert. Er scheint ein reiner Tor zu sein, der aber auch eine Uhr an sich nehmen kann, weil der Eigentümer sie während des Sportunterrichts liegen ließ. Als ihm Leena erklärt, dass dies Diebstahl sei, gibt er sie zurück, da er ja auch von dem Besitzer geliebt werden will.
Eine besondere Liebe pflegt Pekka zu Vögeln und Steinen. Er ist davon überzeugt, dass Steine einmal Vögel waren, woraus er große Sicherheit schöpft.
Die Eltern entscheiden, nach Kanada auszuwandern, weil der Vater dort bessere Zukunftschancen für sich als Handwerker erhofft. Die Familie verkauft das geliebte violett gestrichene Haus, die meisten Möbel und verabschiedet sich von allen Nachbarn. Auch der in Schweden arbeitende älteste Sohn kommt noch einmal mit allerlei Geschenken nach Hause, darunter eine Gitarre für Pekka. Dann wird bei ihm Leukämie diagnostiziert und der Umzug wird abgesagt. Stattdessen zieht die Familie auf einen Bauernhof mit mehreren Tieren und verbringt die scheinbar letzte Zeit mit ihrem so außergewöhnlichen Pekka, dem zu allem ein seltsamer Spruch einfällt. Allerdings hat der Arzt eine Fehldiagnose getätigt. Pekka ist nicht sterbenskrank. Als Ausgleich schenkt er der Familie eine trächtige Kuh. Auch Leenas Mutter ist schwanger und bringt ein gesundes Kind zur Welt.

## Hörbuch
Das Buch erschien als Hörbuch im Uccello Verlag und wurde 1999 als bestes Kinder-Hörbuch des Jahres ausgezeichnet.

## Sonstiges
Der Roman enthält eher eine Sammlung von Anekdoten denn eine richtige Handlung. Die Finnin, seit 1966 in Deutschland lebend, verfasste alle ihre Texte auf Deutsch, sodass keine Übersetzung nötig wurde. In Finnland wurde bislang kein Buch von Marjaleena Lembcke veröffentlicht.

## Auszeichnung
Das Buch stand 1999 auf der Auswahlliste des Deutschen Jugendliteraturpreises.

## Die Reihe
Als die Steine noch Vögel waren ist der vierte einer bislang auf sechs Teile angelegten Reihe, in der jeder Band für sich abgeschlossen und lesbar ist. In ihr greift die Autorin Erlebnisse ihrer eigenen Kindheit auf.
Die einzelnen Bände ihrer Kinder- und Jugenderinnerungen sind:
- Mein finnischer Großvater (1993)
- Die Zeit der Geheimnisse (1995)
- Der Sommer, als alle verliebt waren (1997)
- Als die Steine noch Vögel waren (1998)
- Und dahinter das Meer (1999)
- Abschied vom roten Haus (2000)